# Eduard Anthes

Eduard Anthes

Eduard Anthes (* 5. Juni 1859 in Brensbach; † 7. Februar 1922 in Darmstadt) war ein deutscher Prähistoriker. 

## Ausbildung und Schuldienst
Von 1873 bis 1877 besuchte Anthes das Gymnasium in Darmstadt und leistete anschließend seinen Militärdienst als Einjähriger. Anschließend studierte er in Leipzig Theologie und Klassische Philologie, promovierte 1884 und legte 1885 die Staatsprüfung für das Lehramt in den Fächern Latein, Griechisch, Deutsch, Geschichte und Geographie für untere und mittlere Klassen ab. Er erhielt sofort eine Anstellung am Ludwig-Georgs-Gymnasium in Darmstadt und wechselte dort 1894 zum Neuen Gymnasium. 1897 wurde er zum Gymnasialprofessor ernannt.

## Archäologe
Eduard Anthes beschäftigte sich in seiner Freizeit intensiv mit der heimischen Vor- und Frühgeschichte. So wurde er 1892 zum Streckenkommissar der Reichs-Limeskommission ernannt. Nachdem im Großherzogtum Hessen 1902 das erste, moderne Denkmalschutzgesetz Deutschlands in Kraft getreten und auf dessen Grundlage ein Denkmalrat gebildet worden war, wurde er zu dessen Mitglied bestellt.
Im Jahre 1909 folgte seine Bestellung als hauptberuflicher „Denkmalpfleger für Altertümer“ (heute: Bodendenkmalpfleger oder archäologischer Denkmalpfleger). Er war damit vermutlich der erste hauptamtliche archäologische Denkmalpfleger in Deutschland überhaupt.
Am 18. März 1919 erhielt er die Venia legendi für Archäologie an der TH Darmstadt.

## Andenken
Seit 1991 verleiht der Verein von Altertumsfreunden im Regierungsbezirk Darmstadt e. V.  (gegründet 1964) alle zwei Jahre den Eduard-Anthes-Preis für Archäologie in Verbindung mit dem Hessischen Ministerium für Wissenschaft und Kunst. Hiermit werden Dissertationen junger Archäologen, die über die Vor- und Frühgeschichte des deutschen Mittelgebirgsraums zwischen oberem Neckar und norddeutscher Tiefebene geforscht haben, ausgezeichnet. Der Preis ist mit 5000 Euro dotiert.

## Schriften (Auswahl)
- Die Antiken der gräflich Erbach-Erbachischen Sammlung zu Erbach i.O. Bergsträsser, Darmstadt 1885.
- Zur Geschichte des Mainthales in der Römerzeit. Wailandt, Aschaffenburg 1899.
- Das Kastell Gross-Gerau. In: Quartalblätter des Historischen Vereins für das Großherzogtum Hessen. NS Bd. 2, Nr. 13, 1899, ZDB-ID 517940-3, S. 520–533.
- Beiträge zur Geschichte der Besiedelung zwischen Rhein, Main und Neckar. In: Archiv für hessische Geschichte und Altertumskunde. NF Bd. 3, Nr. 2, 1902, ISSN 0066-636X, S. 279–318.
- Das Kastell Alzei. In: Quartalblätter des Historischen Vereins für das Großherzogtum Hessen. NS Bd. 4, Nr. 16, 1909, ZDB-ID 517940-3, S. 417–426.
- Das Kastell Inheiden (= Der obergermanisch-raetische Limes des Roemerreiches. Abt. B, Bd. 2,2, Nr. 17). Nach älteren Untersuchungen von Fr. Kofler. Petters, Heidelberg 1912.
- Das Kastell Altenstadt (= Der obergermanisch-raetische Limes des Roemerreiches. Abt. B, Bd. 2,2, Nr. 20). Petters, Heidelberg 1912.
- Das Kastell Seckmauern (= Der obergermanisch-raetische Limes des Roemerreiches. Abt. B, Bd. 5,1, Nr. 46b). Petters, Heidelberg 1912.
- mit Karl Henkelmann: Das Kloster Lorsch. Kaulbach, Bensheim 1922.